# Karl-Georg Laring
Karl-Georg Laring, född 24 april 1917 i Hudiksvall, död 22 juni 1994 i Göteborg, var en svensk präst och akvarellist.

## Biografi
Laring tog studentexamen som privatist 15 december 1939, studerade vid Göteborgs högskola vårterminen 1940, fick teol fil examen 15 maj 1948 och avlade praktiskt teologiskt prov 17 december 1948. Han blev brukspräst i Karlsholmsbruk 19 december 1948, sjömanspräst i Lissabon 15 oktober 1950, kyrkoadjunkt i Ovansjö 1 september 1951, sekreterare i Sveriges Kristliga Gymnasiströrelse 1 september 1958, föreståndare för Evangeliska Brödraförsamlingen i Göteborg 1 juli 1961 och skolpräst i Göteborg 1 september 1961. Han var ledamot i Linhultska stiftelsen i Göteborg. 
Laring visade stort intresse för att utveckla ungdoms- och konfirmandarbete, och hans bok med konfirmandungdomar som målgrupp "Ung idag" trycktes i mer än 22 000 exemplar. Han ansvarade under tiden 1955–1975 för konfirmandundervisning sommartid på Restenässkolan, vilket sedan under läsårstid följdes upp med den av honom startade ungdomsföreningen K2R (Kamrat Kretsen Restenäs) i Brödraförsamlingens lokaler i centrala Göteborg. Ungdomsföreningen omnämndes 1967 som "en av de största i landet i kyrklig regi" med över 500 medlemmar, som vid detta tillfälle samlat in och sände en gåva på 35 000 kronor samt tandläkarutrustning till Jordanien. Den stora tillströmningen bidrog till att man 1968 byggde om och utvidgade lokalerna för att fungera som mötesplats för så många ungdomar.
Laring studerade konst för Julius Björkström i Stockholm och bedrev krokistudier i Uppsala under två år. Separat ställde han ut i Stockholm, Uppsala samt Göteborg och han medverkade i ett flertal samlingsutställningar bland annat i Paris. Hans konst består av motiv från fjällvärden och västkusten i en nyromantisk stil. 

### Familj
Laring var son till missionssekreterare Johannes Karlsson och Anna Eufrosyne Högbom. Han gifte sig 20 maj 1944 med Lilly Ingeborg Sandin, född i Skorped 6 januari 1919 och död i Göteborg 2 juli 2011. Båda vilar i gemensam grav på Stampens Kyrkogård i Göteborg.